# Robert Brahm
Robert Brahm (ur. 25 sierpnia 1956 w Oberwesel) – niemiecki duchowny rzymskokatolicki, biskup pomocniczy Trewiru od 2004.

## Życiorys
Święcenia kapłańskie otrzymał 14 lipca 1984 i został inkardynowany do diecezji Trewiru. Był m.in. wicerektorem uczelni w Burg Lantershofen, nauczycielem diakonów stałych, a także przełożonym wydziału kurialnego ds. duchowieństwa.
9 grudnia 2003 papież Jan Paweł II mianował go biskupem pomocniczym diecezji Trewiru, ze stolicą tytularną Mimiana. Sakry biskupiej udzielił mu ówczesny ordynariusz Trewiru - bp Reinhard Marx. W grudniu 2004 został wikariuszem biskupim dla rejonu Saarbrücken.